# Ховард, Рой Уилсон
Рой Уилсон Ховард (англ. Roy Wilson Howard; 1883, Гано, Огайо — 1964, Нью-Йорк) — американский предприниматель и журналист, сотрудничавшим с компанией «E. W. Scripps Company» — президент компании с 1922 года; репортер газеты «Индианаполис Стар»; во время Первой мировой войны работал военным корреспондентом в Европе; в 1933 году отправился в Маньчжурию, чтобы рассказать о китайско-японской войне — взял интервью у «марионеточного» императора Маньчжурии Пу И; в 1936 году посетил СССР и взял интервью у Иосифа Сталина.

## Работы
- I found no peace; the journal of a foreign correspondent (1936)
- Is war inevitable? : being the full text of the interview given by Joseph Stalin to Roy Howard (1936)